# Devicse
Devicse (szlovákul: Devičie) község Szlovákiában, a Besztercebányai kerületben, a Korponai járásban.

## Fekvése
Korponától 6 km-re délnyugatra, a Selmeci-hegység lábánál, a Korpona-patak jobb oldali mellékágának torkolatánál fekszik.

## Története
A falu területén már i. e. 500 körül is éltek emberek, a pilinyi kultúra egyik települése állt itt.
A mai falut 1256-ban "Dyuche" alakban említik először, amikor IV. Béla királyi szolgálatban álló helyi hospeseket telepített a közeli Németibe. Neve az ősi magyar Décse (Géza) személynévből ered. Egyes feltételezések szerint Géza nagyfejedelem nyári szállásterülete lehetett. A 14. században kezdetben a Koháry, majd a Terjenyi család birtoka.[forrás?] A falu a 16. században Csábrág várának uradalmához tartozott, birtokosai többek között az Illésházyak, a Balassák és a Koháryak voltak.
Vályi András szerint „DEVITSE. Devicze. Tót falu Hont Vármegyében, földes Ura Gróf Koháry Uraság, lakosai katolikusok, és evangelikusok, fekszik Kormosinak szomszédságában, mellynek filiája, Bozóktól mint egy mértföldnyire, mind a’ kétféle fája elég, szőleje nagyok, és középszerű bort teremnek, de mivel legelője szoross, és másunnan szereznek, a’ második Osztályba számláltatott."
Fényes Elek szerint „Devicse, Hont m. tót falu, Németihez 1/2 mfd. 13 kath., 490 evang. lak. Evang. anyatemplom. Sovány határ. Nagy erdő. F. u. h. Coburg. Ut. p. Selmecz."
A trianoni békeszerződésig Hont vármegye Korponai járásához tartozott.

## Népessége
| Év:            | 1994. | 2004.   | 2014.   | 2024.   |
| -------------- | ----- | ------- | ------- | ------- |
| Emberek száma: | 274   | 277     | 300     | 302     |
| Eltérés:       |       | +1,09 % | +8,30 % | +0,66 % |

| Év:            | 2023. | 2024. |
| -------------- | ----- | ----- |
| Emberek száma: | 302   | 302   |
| Eltérés:       |       | +0 %  |

1910-ben 375, túlnyomórészt szlovákok lakták.
2001-ben 288 szlovák lakosa volt.
2011-ben 306 lakosából 302 szlovák.

## Nevezetességei
- Evangélikus temploma 1804-ben mindössze hat hónap alatt épült fel barokk-klasszicista stílusban.

## Híres emberek
- Itt született 1921-ben Ervin Semian szlovák festőművész, grafikus.